# Vannius
Vannius is een geslacht van wantsen uit de familie van de Miridae (Blindwantsen). Het geslacht werd voor het eerst wetenschappelijk beschreven door William Lucas Distant in 1883.

## Soorten
Het genus bevat de volgende soorten:

- Vannius crassicornis Poppius, 1909
- Vannius dusoulieri Matocq & Streito, 2022
- Vannius oculatus Carvalho, 1955
- Vannius podager Bergroth, 1922
- Vannius rubrovittatus Distant, 1883
- Vannius schmitzi Gorczyca, 1996